# Koosa jõgi
Koosa jõgi är ett 11 km långt vattendrag i östra Estland. Det ligger i Peipsiääre kommun i landskapet Tartumaa. Koosa jõgi utgör en sidoarm i Emajõgis floddelta vid sjön Peipus, och den är därmed i någon mån en bifurkation. Den mynnar i Peipus. Kargaja jõgi, som avvattnar sjön Koosa järv, är ett nordligt vänsterbiflöde till Koosa jõgi.